# Lutherie

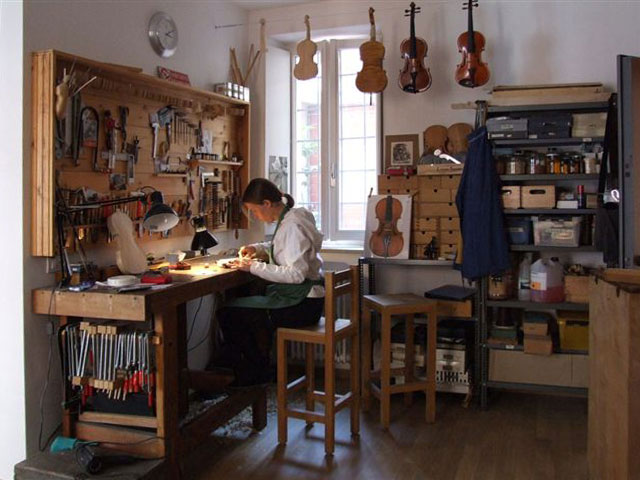
Atelier d'un luthier à Crémone en Italie

La lutherie est l'art regroupant les métiers de facteurs d’instruments à cordes frottées ou pincées tel que le violon, la mandoline, les guitares ou les autres instruments du quatuor.

## Histoire
La lutherie est aussi ancienne que les instruments à cordes ; en rechercher l'origine invite à considérer l'histoire des instruments eux-mêmes.
La lyre est fort ancienne, et l’on sait comment elle s'oppose chez les Grecs anciens, en tant qu'instrument d'Apollon et support du lyrisme, à l'aulos de Dionysos et des tragédies. Le luth dérive, lui, de l'oud arabe, lui-même issu du barbat persan. « Al Oud » signifie « le bâton », en référence peut-être à ce qui le distingue des autres instruments à cordes tels que le rabab : sa table est en bois (et non en peau). Ce luth gagne l'Espagne ; il y devient vihuela, puis viole de gambe. Le barbat voyage aussi le long de la route de la soie et gagne l'Extrême-Orient où il prend la forme du Pipa et du Biwa. Le violon de son côté (et ses déclinaisons) dérive lui du rabâb par le rebec, mais aussi de la vièle et de la Lira da braccio.[réf. nécessaire]
Les influences sont donc nombreuses et enchevêtrées ; les instruments se déplacent et les luthiers gagnent en inspiration, innovent et perfectionnent.
Un important centre de lutherie se trouve en Italie dans la ville de Crémone qui a vu naître dès le XVIe siècle des luthiers aujourd'hui prestigieux, tels Stradivari, les Amati, les Guarneri.
En France, les grands centres historiques de lutherie classique sont Mirecourt, Paris, et quelques autres villes. Mirecourt est la capitale de la lutherie françaiseoù se situe un musée la lutherie et l’Ecole Nationale de lutherie. De Mirecourt sont issus beaucoup des plus grands luthiers français, tels Jean-Baptiste Vuillaume, ou les Gand au XIXe siècle.

## Outillage
Le luthier utilise de nombreux outils, tous n'étant pas particuliers à son métier, provenant pour certains de la menuiserie. On peut classer ces outils selon leur fonction :
- taille grossière ou moyenne : scies, ciseaux à bois...
- taille fine : bédanes (petites lames de 5 et 1 mm de large, pointues et emmanchées), gouges, rabots, canifs, racloirs (ou ratissoirs), limes...
- mesure : compas d'épaisseur, traçoir pour les filets (afin de conserver une distance fixe entre ceux-ci)
- serrage, lors du collage de pièces : happes, pinces-barre, béquettes...
- divers : fer à plier et matériel de chauffage, pointe à âme, pinceau, papier abrasif (type papier de verre), crayon, équerre...

## Facture
Le choix et la préparation des bois utilisés pour fabriquer les instruments de lutherie sont l'objet de nombreux travaux. Pour les bois retenus les critères à prendre en compte sont multiples ː la disponibilité de l’espèce ou de la « qualité » dans l’espèce, la beauté visuelle et de toucher, l’ouvrabilité et l’aptitude au cintrage à chaud, mais aussi les propriétés mécaniques (élasticité et vibrations) impliquées dans la « réponse acoustique », la résistance aux chocs et à l’abrasion, la stabilité, selon le « temps qu’il fait » (déformations hygro-mécaniques) ou selon le « temps qui passe » (viscoélasticité et vieillissement). Les bois utilisés sont variés. Pour les tables d'harmonie des instruments à cordes, le seul point commun est la densité, inférieure à la moyenne générale des bois, alors que les propriétés vibratoires sont très variées. Dans les pays  occidentaux, les tables d’harmonie sont en résineux, alors que de nombreux feuillus sont employés à travers le monde, et cela même s’il existe localement des bois de résineux très proches ayant des « qualités lutheries » occidentales. Certains feuillus comme le Paulownia ont des propriétés assez comparables aux résineux, mais d’autres, comme le mûrier (Morus sp.) sont très différents des choix « occidentaux » dont la référence est l’épicéa « de résonance ». 

## Formation
Il existe trois centres de formations en France, dont le lycée Jean-Baptiste Vuillaume de Mirecourt et le lycée professionnel public Fernand Léger à Bédarieux.
L’Institut Technologique Européen des Métiers de la Musique (Itemm) accueille de très nombreux élèves, dont certains attirés plus particulièrement par la branche lutherie guitare. 
Il existe aussi un centre de formation au Québec qui accepte des étudiants internationaux, l'École nationale de lutherie.

## Philatélie
En 1979, la poste rend hommage à la lutherie par l'émission d'un timbre postal d'1,30 franc brun-rouge et sépia. Tiré à 10 millions d'exemplaires, il figure un violon symbolisé. Il est mis en vente en 1er jour à Paris et à Mirecourt le 8 décembre. Il porte le n° YT 2072.